# Паралелізм (біологія)
Паралелізм (від грец. parallelos — паралельний; той, що йде поруч), паралельна еволюція — незалежний розвиток подібних ознак в еволюції близькоспоріднених груп організмів.
У результаті паралелізму ознаки подібності різних груп, які були набуті вторинно, начебто накладаються на їхню подібність, обумовлену спільним походженням. Так виникає особлива категорія подібності органів у різних видів — гомойологія.
Виникнення паралелізму пов'язане зі збереженням спорідненими групами організмів певної генетичної спільності, а також подібності процесів онтогенезу та його регуляції. Паралелізм починається з дивергенції. У генофондах споріднених видів закономірно з'являються подібні (гомологічні) мутації (закон гомологічних рядів спадкової мінливості, встановлений М. І. Вавіловим). За умови дії на популяції споріднених видів подібно спрямованого природного добору зміни цих популяцій йдуть подібними шляхами, що проявляється у вигляді паралелізму.

## Приклади паралелізму
Паралелізм широко поширений у філогенезі різних груп організмів. Ймовірно, шляхом паралелізму розвивалися пристосування до водного способу життя у трьох лініях еволюції ластоногих (моржі, вухаті та справжні тюлені). У деяких груп крилатих комах передні крила перетворилися у надкрила. У різних груп кистеперих риб розвивалися ознаки земноводних. У декількох груп звіроподібних плазунів (терапсид) розвивалися ознаки ссавців.
Ознаки покритонасінних рослин незалежно і паралельно розвивалися в різних лініях еволюції їхніх предків — проангіоспермів.